# 千葉市文化交流プラザ
千葉市文化交流プラザ（ちばしぶんかこうりゅうプラザ）は、千葉県千葉市中央区にあった建築物である。愛称は京葉銀行文化プラザ。千葉駅近くに位置し、コンサートホールなどを有する。2000年に「ぱ・る・るプラザ千葉」として開業、2007年に千葉市が取得し現館名となったが利用率が低迷し2018年に閉館。大和ハウス工業に売却され、2022年3月末までに再開される予定であったが、音楽ホールは廃止されることが決定し、2023年12月より解体工事が始まっている。

## 歴史
建物は1999年（平成11年）10月に竣工。2000年（平成12年）に、当時の郵政省により、山口市・京都市に次ぐ3例目の郵便貯金地域文化活動支援施設「ぱ・る・るプラザ千葉」として開業した。2007年（平成19年）3月に千葉市が20億3千万円で取得。同年4月1日より「千葉市文化交流プラザ」となった。2008年（平成20年）に京葉銀行が命名権を取得し、同年4月1日より「京葉銀行文化プラザ」の愛称が導入された。同日より、株式会社千葉マリンスタジアム・財団法人千葉市文化振興財団・株式会社千葉共立からなる千葉トリニティ運営事業体が指定管理者として本館の管理運営にあたっていた。
2013年度のホールの利用率は60.5%であり、近隣の千葉市民会館大ホール85.8%や、千葉市文化センターホールの71.5%に比べ低迷していること、老朽化による維持費の増加が懸念されることから、2017年（平成29年）に音楽ホールを最低10年間営業継続することを条件に敷地と建物を一括して売却先を募り、大和ハウス工業グループの大和ホームズオンライン（現在の大和ハウス工業株式会社）が優先交渉権者に決定した。2018年（平成30年）3月31日をもって営業を終了し、2019年（平成31年）3月8日に大和ハウス工業株式会社に売却された。その後、2022年（令和4年）3月末までの供用開始が予定されていた。
しかし、新型コロナウイルス感染症の収束が見通せない中で大和ハウス工業株式会社とテナントとの協議が難航し、建物自体の再開の目途がたたないことから、千葉市では、大和ハウス工業株式会社から千葉市へ売却代金8億5000万円とは別に和解金9億1350万円の支払いを条件に、音楽ホールの供用開始等の条件を解除することを含む和解議案を、令和4年第1回千葉市議会に提出した。
これに対し千葉市議会は、和解議案が事実上の音楽ホールの廃止案となることから、2022年（令和4年）3月17日、異例の継続審査としており、再開されるか未定となっていたが、、2022年（令和4年）6月9日に承認され、2022年（令和4年）6月27日の和解金支払いをもって、音楽ホールの継続等の条件は解除された。これによって、音楽ホールは廃止されることが決定した。また、建物自体の再開の目途もたっていない。
2023年12月より解体工事が行われている。

## 建築
鉄筋コンクリート構造・鉄骨構造の地上11階・地下2階建で、敷地面積は2,793.32m2、延床面積21,680.76m2。建築設計は郵政省官房施設部および構造計画研究所、施工は奥村組他の共同企業体が受け持った。雨水を利用した中水道やコジェネレーション、開業当初にあったプールの水を飲料水に転用できるシステムが採用されている。
1階にはレストランが入り、6階・7階には会議室が設けられている。地下1・2階は119台収容の地下駐車場となっている。8階から9階にかけてはプールやスパ、フィットネススタジオがあったが、2015年3月末で廃止されている。開業当初は郵政省の施設であり、1階には「ぱ・る・るプラザ千葉内郵便局」と郵便貯金PRコーナーが開設された。郵便局の名称は「千葉文化交流プラザ内郵便局」を経て、2009年2月2日より「千葉駅東口郵便局」と改称し営業していたが、施設閉鎖に伴い2018年3月3日に一時閉鎖された。

## コンサートホールの音響設計
3階から4階にかけてのコンサートホールは、横幅約16m、長さ約34mの「シューボックス型」と呼ばれるタイプで、1段のバルコニーを持つ。ステージは幅16m、奥行き8.5mで、ステージ上からの天井高は約13m。音響設計は、サントリーホールや東京芸術劇場大ホールなど国内で評価が高いコンサートホールの音響設計を担当している永田音響設計事務所が担当し、中音域（500Hz)での残響時間は約1.7秒となっている。千葉県内でも有数の性能を持つコンサート専用ホールであるが、実働わずか18年で廃止されることになった。
内装はサクラの木目を生かしたデザインで、クラシック音楽に適した音響設計となっているが、幅広い音楽に対応できるよう可変性の機構が組み込まれている。建物から総武本線の線路までの最短距離は20mほどであり、振動・騒音対策として地中の連壁部に50mm厚のゴムを敷設するとともに、ホール全体を防振ゴムによる浮き構造とした。本ホールでは東京フィルハーモニー交響楽団の定期演奏会が開かれ、2006年にフジテレビ系で放映されたテレビドラマ『のだめカンタービレ』ではロケが行われた。

## コンサートホールの評価
永田音響設計によって設計された本ホールの評価は極めて高く、千葉市の本ホール廃止に関する意見表明においても、貴重な音響を有するホールを廃止しないでほしいという意見が過半数を占めた。

## 解体
当ホールは、利用率の低迷を理由に、2023年12月より解体が行われている。当ホールの音響設計を行った永田音響設計は、完成時に発行したそのニュースレターで下記のような指摘を行っており、その指摘がその予想の通り、現実のものとなった。ホールをどのように使うか、どのように利用率を維持するか、永田音響設計の指摘にあるような「戦略」を全く考えず、箱物を整備したものの、マーケティングを真剣に考えていなかったため、実働たった18年で千葉県有数の貴重なコンサートホールは完全に破壊され、更地になることになった。ソフトを考えず箱物整備に走った郵政省、そして引き継いだ千葉市、大和ハウスの担当者の文化振興に対するスタンスが厳しく問われる事態となっている。責任者が処罰されたかどうかは不明で、有耶無耶になっている。
去る２月18日、地元千葉市主催の東京フィルハーモニーオーケストラ名曲コンサートにより正式にオープンした。しかしながら、その後のコンサートのスケジュールは目白押しという訳にはなっていないようである。もっともっと活発に使って欲しい。聞くところによると、運営方針は「貸しホールとしての運用が基本」とのことである。1999年9月号（No.141）の本ニュースにも書いたように、一般的には『貸しホールなら多目的ホール、専用ホールなら自主公演を含めたホール運用』という考え方が基本であるべきと思われる。限られた用途に特化したホールというのは、やはりそれを生かすための特別な使いこなし、戦略が必要なのである。折角できたハードをもっと積極的に、効果的に使いこなす工夫が望まれる。「地域文化活動支援施設」と銘打って建設されたホールなのだから、是非、地元のクラシック音楽文化のメッカとなって欲しい。完成したハードが最大限有効に活用されるためには、適切なソフトが必要不可欠である。ハードは一旦出来てしまえば基本的にはやり直しが利かないが、ソフトは何度でもやり直しが出来るし、次々に新しいものを提案することも可能なのである。

## 解体作業中の事故
2025年1月9日、当ビルの解体作業中に天井が崩落し、作業員2名が瓦礫の下敷きになり死亡、1名が負傷する事故が発生した。